# 요자나
요자나(산스크리트어: योजन)는 고대 인도, 태국, 미얀마에서 사용된 거리 측정법이다. 요자나는 약 12~15km에 해당한다.